# (157642) 2005 XU84
(157642) 2005 XU84 es un asteroide perteneciente al cinturón de asteroides, descubierto el 10 de diciembre de 2005 por el equipo del Lincoln Near-Earth Asteroid Research desde el Laboratorio Lincoln, Socorro, Nuevo México.

## Designación y nombre
Designado provisionalmente como 2005 XU84.

## Características orbitales
(157642) 2005 XU84 está situado a una distancia media del Sol de 2,638 ua, pudiendo alejarse hasta 3,092 ua y acercarse hasta 2,184 ua. Su excentricidad es 0,172 y la inclinación orbital 5,382 grados. Emplea 1565,07 días en completar una órbita alrededor del Sol.

## Características físicas
La magnitud absoluta de (157642) 2005 XU84 es 16,22.